# Dictyssa fenestrata
Dictyssa fenestrata är en insektsart som beskrevs av Ball 1910. Dictyssa fenestrata ingår i släktet Dictyssa och familjen sköldstritar. Inga underarter finns listade i Catalogue of Life.